# Okitsune-sama de Chu
Okitsune-sama de Chu (おキツネさまでChu♥) er en mangaserie i fire bind skrevet og tegnet af Yuuji Sumino 2004-2006. Serien er humoristisk, holdt i ecchi-stil.

## Plot
Moji Shimeta er en dreng, der både af andre og sig selv opfattes som et værdiløst menneske. Trods det forelsker han sig alligevel i klassekammeraten Yuuko og beder derfor ved et tempel om at måtte opnå et forhold til hende. Til hans forbløffelse kommer svaret prompte; gudernes budbringer Osaki vil ordne det, hvis han hjælper hende. Onde dyreånder er nemlig undsluppet og må indfanges, men da Osakis kræfter ikke rækker, må de to forenes i en krop. Imidlertid tænker Shimeta på Yuuko i det afgørende øjeblik med det resultat, at han forvandles til en velskabt magisk pige, Youko, med Osaki som en stemme indeni hovedet.
I denne form må han/hun nu indfange de onde ånder, der har inficeret en række flotte piger på både skolen og i resten af byen. Ikke uproblematisk for dels kan de onde ånder kun med sikkerhed kendes på et mærke, der er placeret ligeover ofrenes bagdele. Og dels har indfangningerne en tendens til at ende med, at Youkos tøj slås i stykker, hvorefter Osaki og Shimeta atter deles med sidstnævnte nu nøgen i oftest akavede situationer.
Efterhånden kompliceres sagerne dog, for Yuuko gemmer intetanende på store kræfter, som indtil flere onde folk vil have fat i. Og mens Shimeta nok har fået kræfter til rådighed, er heldet ikke nødvendigvis på hans side.

## Figurer
- Shimeta Moji (門司 七五三太, Moji Shimeta) er seriens hovedperson. Både andre og han selv betegner ham som et værdiløst menneske. Karaktererne og den fysiske form er dårlige, udseende ligeså og populariteten noget nær fraværende. Men han har hjertet på rette sted, hvilket kommer ham til gode, da Osaki kommer til ham med de ovenfor beskrevne resultater. Følgen er at hver gang en af de onde dyreånder har besat en pige, må Shimeta og Osaki forenes til pigen Youko (よーこ, Youko), hvis navn "hun" finder på i skyndingen, da Yuuko spørger hende om det. 
Mens Shimeta er en gennemsnitlig dreng i puberteten med briller, er Youko en stor velskabt pige med langt hår, ræveører og let påklædning. Shimeta kontrollerer kroppen og taler men kan høre Osaki som en stemme inden i hovedet.

- Yuuko Ishikawa (石川 優子, Yuuko Ishikawa) er Shimetas klassekammerat. En flot pige der med rette betegnes som skolens idol. Shimeta forelsker sig i hende, og selv nærer hun da også følelser for ham men har det svært med, at han til stadighed dukker nøgen op i akavede situationer. Hvad hun imidlertid ikke ved er, at hun gemmer på store kræfter, som flere onde folk ikke vil vige tilbage for noget for at få fat i.

- Osaki (サキ, Osaki) er gudernes budbringer. Hun er en lille munter rævepige, der lover Shimeta at få Yuuko mod at hjælpe med at indfange de undslupne onde dyreånder. Hun fungerer som guide og flittig kommentator (afslutter de fleste sætninger med ordet chu) og følger Shimeta, hvor han står og går, når de ikke er forenede til Youko. Hun bærer en halskæde med en juvel, hvor de onde ånder forsegles. Hun er usynlig for de fleste, men enkelte med særlige evner kan dog se hende.

- Koko (ココ, Koko) er Osakis lillesøster. Mens Osaki er vogter af juvelen, er hun vogter af nøglen. Ikke at det hjælper, for det var hendes skyld, at ånderne slap løs. Hun vil imidlertid vise, at hun er bedre end sin storesøster og forener sig et par gange med Shimeta til Reiko (れいこ, Reiko). En ligeledes velskabt pige som Koko imidlertid mod reglerne kontrollerer.

- De onde dyreånder er ånder, der hørte til templet, men som imidlertid er undsluppet og har inficeret forskellige piger. Ånderne repræsenterer en række forskellige dyr så som hval, ko (Holstein), får, ål og blæksprutte for nu blot at nævne nogle stykker. Og da ofrene er lige så forskellige, og nogle i forvejen noget specielle, bliver resultaterne temmelig brogede men imidlertid også ofte både farlige og ukontrollable for både ofre og omgivelser.

- Karin Haruyama (春山 かりん, Haruyama Karin) er en pige på Shimetas skole. Hun går en klasse over Shimeta men ligner en lille grundskoleelev. Hun er dog sikker på, at hun snart vil vokse, og spiser flittigt for at blive stor.

- Anri Kashio (柏尾 あんり, Kashio Anri) er en pige på Shimetas skole. Hun jager ånder og dæmoner og er en af de få, der kan se Osaki. Hun har et smil som en engel men benytter sig af livsfarlige metoder i sin jagt.

- Yukino Tomoe (巴 由紀乃, Tomoe Yukino) er skolens nye rektor. Af videnskabelig vej er hun kommet på sporet af ånderne og Yuukos skjulte kræfter, som hun nu vil have fat i for at opnå verdensherredømme.

- Himeko Sakurabashi (桜橋 ヒメコ, Sakubarashi Himeko) er Yukinos lille tjenestepige, der dog i virkeligheden er en androide skabt Yukino komplet med sjæl. Selvkontrollen lader dog noget tilbage at ønske. Hun forguder Yukino og forelsker sig i Shimeta, begge dele med en del akavede situationer til følge.

## Bind
| Bind | Udgivet          |
| ---- | ---------------- |
| 1    | 19. august 2004  |
|      |                  |
| 2    | 20. april 2005   |
|      |                  |
| 3    | 20. oktober 2005 |
|      |                  |
| 4    | 20. juli 2006    |
|      |                  |